# Aleksandar Živković
|  | No s'ha de confondre amb Aleksandar Živković (futbolista croat). |

Aleksandar Živković (Niš, Sèrbia, 28 de juliol de 1977) és un futbolista serbi que disputà dos partits amb la selecció de Sèrbia.